# رغل بيروي
رغل بيروفي (الاسم العلمي: Atriplex peruviana) هو نوع نباتي يتبع جنس الرغل من فصيلة القطيفية.